# Tour féminin international des Pyrénées
Le Tour féminin international des Pyrénées est une course cycliste féminine française par étapes. Créé en 2022, il intègre le calendrier de l'Union cycliste internationale en catégorie 2.2 la même année. Il se court dans les Pyrénées, la première édition passe notamment par Pau, Lourdes et Arrens-Marsous.

## Palmarès
| Année | Vainqueur               | Deuxième           | Troisième           |
| ----- | ----------------------- | ------------------ | ------------------- |
| 2022  | Kristabel Doebel-Hickok | Eri Yonamine       | Ricarda Bauernfeind |
| 2023  | Marta Cavalli           | Ashleigh Moolman   | Antonia Niedermaier |
| 2024  | Usoa Ostolaza           | Valentina Cavallar | Yurani Blanco       |
| 2025  | Usoa Ostolaza           | Nadia Gontova      | Valentina Cavallar  |